# Brandstorps socken
Brandstorps socken i Västergötland ingick i Vartofta härad, ingår sedan 1974 i Habo kommun och motsvarar från 2016 Brandstorps distrikt.
Socknens areal är 72,99 kvadratkilometer varav 71,67 land. År 2000 fanns här 616 invånare. Godset Skämningsfors samt orten Brandstorp med kyrkbyn en kilometer väster därom med sockenkyrkan Brandstorps kyrka ligger i socknen.

## Administrativ historik
Socknen bildades 1626 genom en utbrytning ur Daretorps och Velinga socknar.
Vid kommunreformen 1862 övergick socknens ansvar för de kyrkliga frågorna till Brandstorps församling och för de borgerliga frågorna bildades Brandstorps landskommun. Landskommunen uppgick 1952 i Fågelås landskommun som upplöstes 1974 då denna del uppgick i Habo kommun.
1 januari 2016 inrättades distriktet Brandstorp, med samma omfattning som församlingen hade 1999/2000.
Socknen har tillhört län, fögderier, tingslag och domsagor enligt vad som beskrivs i artikeln Vartofta härad. De indelta soldaterna tillhörde Skaraborgs regemente Kåkinds kompani och Västgöta regemente.

## Geografi
Brandstorps socken ligger nordväst om Jönköping med Hökensås i väster och Vättern i öster. Socknen är en mossrik skogsbygd.

## Fornlämningar
Från järnåldern finns stensättningar.

## Namnet
Namnet skrevs 1539 Brandstorp och kommer från en gård. Namnet innehåller mansnamnet Brand och torp, 'nybygge'.

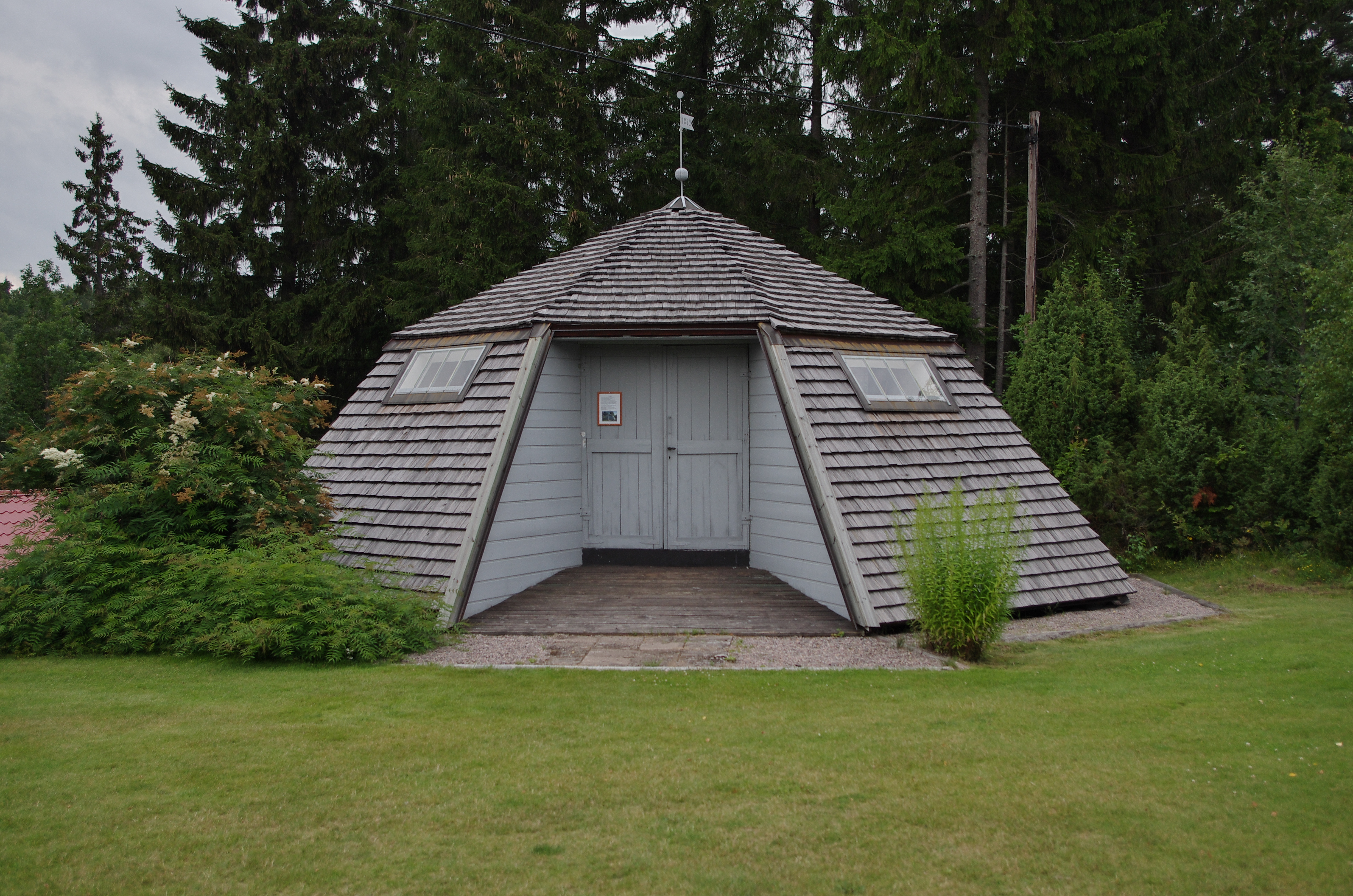
Trätältet
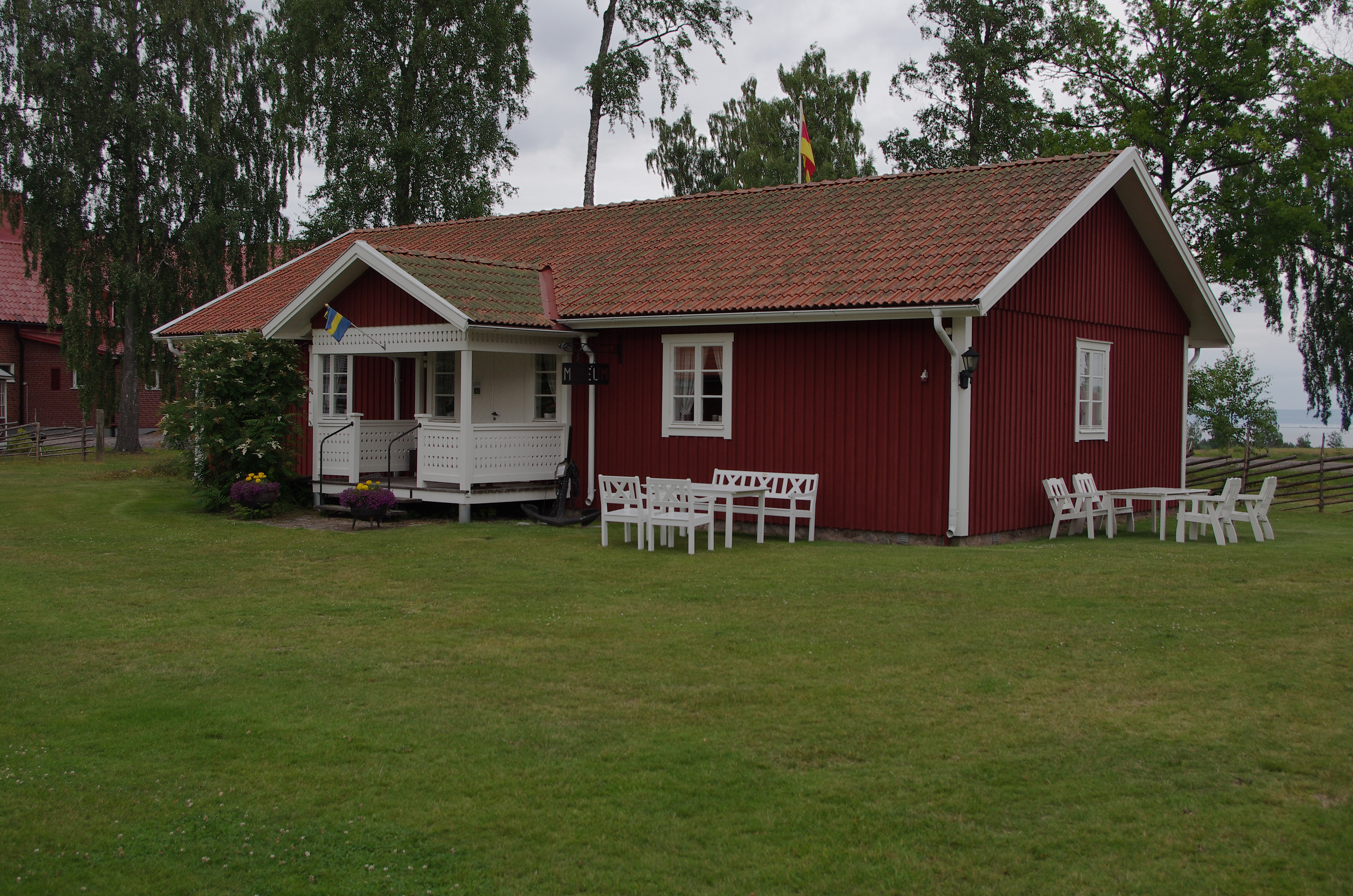
Museet
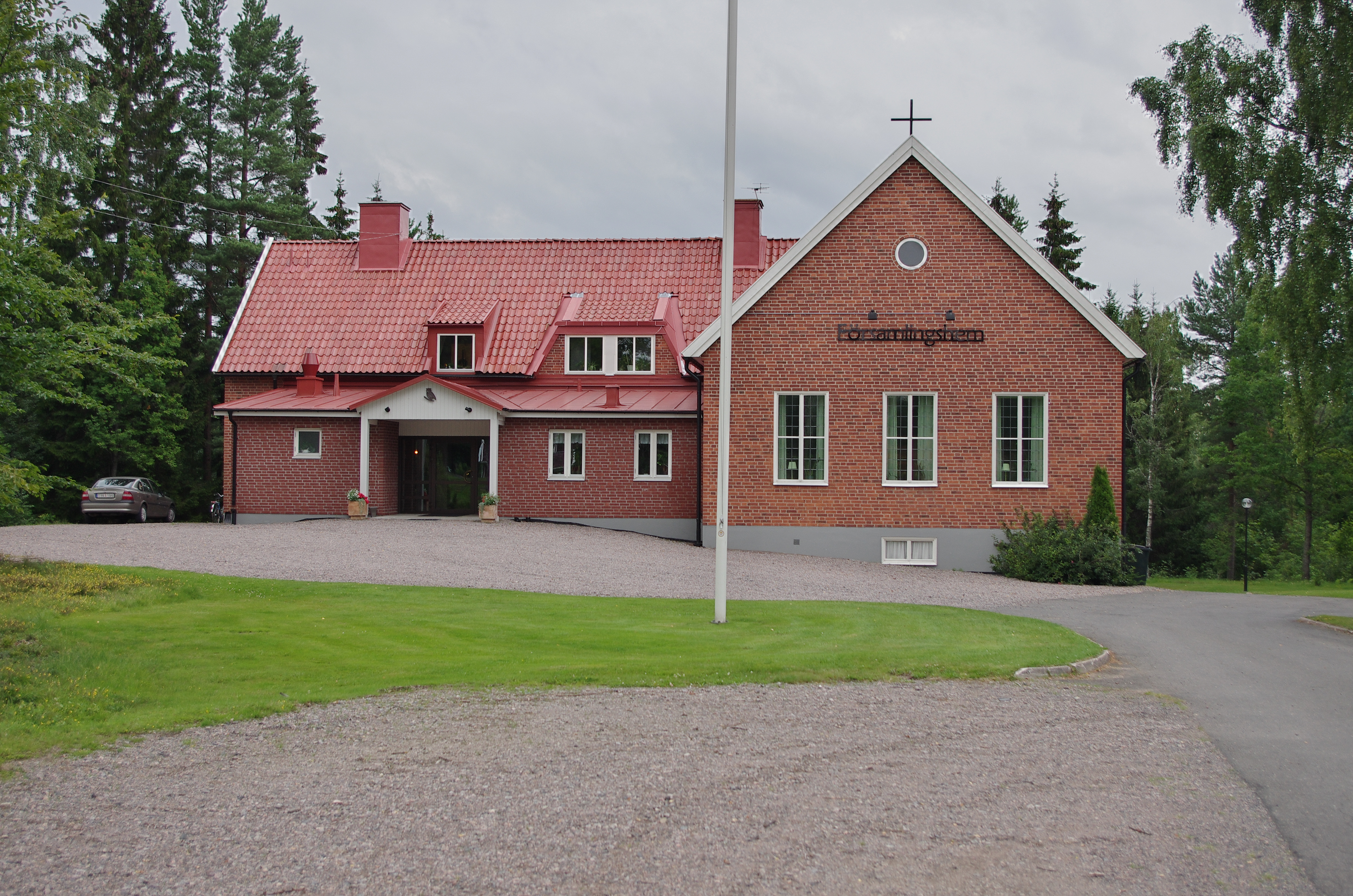
Församlingshemmet